# MLB Draft 2012
Der MLB Draft 2012 fand vom 4. bis 6. Juni 2012 statt. Die Houston Astros wählten Carlos Correa als ersten Draft-Pick aus.

## Draft Picks Runde 1
| Pick | Spieler             | Team                  | Position      | Schule                                       |
| ---- | ------------------- | --------------------- | ------------- | -------------------------------------------- |
| 1    | Carlos Correa       | Houston Astros        | Shortstop     | Puerto Rico Baseball Academy and High School |
| 2    | Byron Buxton        | Minnesota Twins       | Outfielder    | Appling County High School (GA)              |
| 3    | Mike Zunino         | Seattle Mariners      | Catcher       | University of Florida                        |
| 4    | Kevin Gausman       | Baltimore Orioles     | Pitcher       | Louisiana State University                   |
| 5    | Kyle Zimmer         | Kansas City Royals    | Pitcher       | University of San Francisco                  |
| 6    | Albert Almora       | Chicago Cubs          | Outfielder    | Mater Academy (FL)                           |
| 7    | Max Fried           | San Diego Padres      | Pitcher       | Harvard-Westlake School (CA)                 |
| 8    | Mark Appel          | Pittsburgh Pirates    | Pitcher       | Stanford University                          |
| 9    | Andrew Heaney       | Miami Marlins         | Pitcher       | Oklahoma State University – Stillwater       |
| 10   | David Dahl          | Colorado Rockies      | Outfielder    | Oak Mountain High School (AL)                |
| 11   | Addison Russell     | Oakland Athletics     | Shortstop     | Pace High School (FL)                        |
| 12   | Gavin Cecchini      | New York Mets         | Shortstop     | Barbe High School (LA)                       |
| 13   | Courtney Hawkins    | Chicago White Sox     | Outfielder    | Carroll High School (TX)                     |
| 14   | Nick Travieso       | Cincinnati Reds       | Pitcher       | Archbishop McCarthy High School (FL)         |
| 15   | Tyler Naquin        | Cleveland Indians     | Outfielder    | Texas A&M University                         |
| 16   | Lucas Giolito       | Washington Nationals  | Pitcher       | Harvard-Westlake School (CA)                 |
| 17   | D. J. Davis         | Toronto Blue Jays     | Outfielder    | Stone High School (MS)                       |
| 18   | Corey Seager        | Los Angeles Dodgers   | Shortstop     | Northwest Cabarrus High School (NC)          |
| 19   | Michael Wacha       | St. Louis Cardinals   | Pitcher       | Texas A&M University                         |
| 20   | Chris Stratton      | San Francisco Giants  | Pitcher       | Mississippi State University                 |
| 21   | Lucas Sims          | Atlanta Braves        | Pitcher       | Brookwood High School (GA)                   |
| 22   | Marcus Stroman      | Toronto Blue Jays     | Pitcher       | Duke University                              |
| 23   | James Ramsey        | St. Louis Cardinals   | Outfielder    | Florida State University                     |
| 24   | Deven Marrero       | Boston Red Sox        | Shortstop     | Arizona State University                     |
| 25   | Richie Shaffer      | Tampa Bay Rays        | Third Baseman | Clemson University                           |
| 26   | Stryker Trahan      | Arizona Diamondbacks  | Catcher       | Acadiana High School (LA)                    |
| 27   | Clint Coulter       | Milwaukee Brewers     | Catcher       | Union High School (WA)                       |
| 28   | Victor Roache       | Milwaukee Brewers     | Outfielder    | Georgia Southern University                  |
| 29   | Lewis Brinson       | Texas Rangers         | Outfielder    | Coral Springs High School (FL)               |
| 30   | Ty Hensley          | New York Yankees      | Pitcher       | Santa Fe High School (OK)                    |
| 31   | Brian Johnson       | Boston Red Sox        | Pitcher       | University of Florida                        |
| 32   | José Berríos        | Minnesota Twins       | Pitcher       | Papa Juan XXIII High School                  |
| 33   | Zach Eflin          | San Diego Padres      | Pitcher       | Hagerty High School (FL)                     |
| 34   | Daniel Robertson    | Oakland Athletics     | Third Baseman | Upland High School (CA)                      |
| 35   | Kevin Plawecki      | New York Mets         | Catcher       | Purdue University                            |
| 36   | Stephen Piscotty    | St. Louis Cardinals   | Third Baseman | Stanford University                          |
| 37   | Pat Light           | Boston Red Sox        | Pitcher       | Monmouth University                          |
| 38   | Mitch Haniger       | Milwaukee Brewers     | Outfielder    | California Polytechnic State University      |
| 39   | Joey Gallo          | Texas Rangers         | Third Baseman | Bishop Gorman High School (NV)               |
| 40   | Shane Watson        | Philadelphia Phillies | Pitcher       | Lakewood High School (CA)                    |
| 41   | Lance McCullers Jr. | Houston Astros        | Pitcher       | Jesuit High School (FL)                      |
| 42   | Luke Bard           | Minnesota Twins       | Pitcher       | Georgia Institute of Technology              |
| 43   | Pierce Johnson      | Chicago Cubs          | Pitcher       | Missouri State University                    |
| 44   | Travis Jankowski    | San Diego Padres      | Outfielder    | Stony Brook University                       |
| 45   | Barrett Barnes      | Pittsburgh Pirates    | Outfielder    | Texas Tech University                        |
| 46   | Eddie Butler        | Colorado Rockies      | Pitcher       | Radford University                           |
| 47   | Matt Olson          | Oakland Athletics     | First Baseman | Parkview High School (GA)                    |
| 48   | Keon Barnum         | Chicago White Sox     | First Baseman | King High School (FL)                        |
| 49   | Jesse Winker        | Cincinnati Reds       | Outfielder    | Olympia High School (FL)                     |
| 50   | Matt Smoral         | Toronto Blue Jays     | Pitcher       | Solon High School (OH)                       |
| 51   | Jesmuel Valentín    | Los Angeles Dodgers   | Shortstop     | Puerto Rico Baseball Academy and High School |
| 52   | Patrick Wisdom      | St. Louis Cardinals   | Third Baseman | Saint Mary’s College of California           |
| 53   | Collin Wiles        | Texas Rangers         | Pitcher       | Blue Valley West High School (KS)            |
| 54   | Mitch Gueller       | Philadelphia Phillies | Pitcher       | W. F. West High School (WA)                  |
| 55   | Walker Weickel      | San Diego Padres      | Pitcher       | Olympia High School (FL)                     |
| 56   | Paul Blackburn      | Chicago Cubs          | Pitcher       | Heritage High School (CA)                    |
| 57   | Jeff Gelalich       | Cincinnati Reds       | Outfielder    | University of California, Los Angeles        |
| 58   | Mitch Nay           | Toronto Blue Jays     | Third Baseman | Hamilton High School (AZ)                    |
| 59   | Steve Bean          | St. Louis Cardinals   | Catcher       | Rockwall High School (TX)                    |
| 60   | Tyler Gonzales      | Toronto Blue Jays     | Pitcher       | James Madison High School (TX)               |